# Pseudoryctes semicrudus
Pseudoryctes semicrudus är en skalbaggsart som beskrevs av Lea 1917. Pseudoryctes semicrudus ingår i släktet Pseudoryctes och familjen Dynastidae. Inga underarter finns listade i Catalogue of Life.